# 奧氏銀斧魚
奧氏銀斧鱼（学名：Argyropelecus olfersii）为輻鰭魚綱巨口魚目褶胸鱼科的其中一種。分布於南太平洋亞熱帶海域及東大西洋從加那利群島南部至南非好望角海域，棲息深度100-800公尺，體長可達9公分，為深海魚類，會進行垂直性洄游，屬肉食性，以甲殼類及小魚等為食。

## 扩展阅读
維基物種上的相關：奧氏銀斧魚